# Spuzzum
Spuzzum ist eine gemeindefreie Siedlung in British Columbia (Kanada). Weil es am Trans-Canada Highway liegt, etwa 40 km nördlich der Gemeinde Hope und unmittelbar südlich der ehemaligen Alexandra Bridge im Fraser Valley Regional District. Seine Lage wird oft mit „hinter Hope“ (engl. „beyond Hope“, wörtl.: „jenseits der Hoffnung“) angegeben. Spuzzum wurde Anfang der 1980er Jahre durch die Band „Six Cylinder“ unsterblich, die in einem ihrer Songs den Refrain „If you haven't been to Spuzzum, you ain't been anywhere“ (dt. etwa „Wenn du nie in Spuzzum warst, warst du wohl nirgendwo“) verwendete.

## Etymologie
Die Quellen besagen, dass der Name des Ortes von einem indianischen Wort mit der Bedeutung „kleine Fläche“ abstammt, und dass Spuzzum die Grenze zwischen den Völkern der Sto:lo und der Nlaka'pamux bildete.

## First Nations
Spuzzum First Nation ist auch der Name der lokalen Stammesregierung, die Teil der Nlaka'pamux-Gruppe sind. Ihre Büros und die Gemeinschaftshalle sowie die meisten Wohnhäuser befinden sich zwischen den Gleisen der Canadian Pacific Railway und dem Fraser River, gleich nördlich der früheren Tankstelle mit Laden. Ihre Indianerreservate, alle innerhalb des Gebietes von Spuzzum gelegen, sind das Spuzzum Indian Reserve No. 1, das Spuzzum Indian Reserve No. 1A, und das Spuzzum Indian Reserve No. 7. Der Spuzzum Creek fließt durch die Ortslage und mündet in den Fraser River. Der Spuzzum Mountain liegt nordwestlich der Ortslage und ist Teil der Lillooet Ranges, einer Teilkette der Coast Mountains.

## Geschichte
Die reiche Sozialgeschichte dieser alten Siedlung eines tiefgelegenen ebenen Ortes am Fraser River beginnt mit Simon Frasers Besuch von 1808 und der Nutzung als Lager der North West Company.
Während des Fraser-Canyon-Krieges sammelten sich 3.000 Goldsucher aus dem oberen Canyon sicherheitshalber bei Spuzzum, damals als „die Rancherie“ bekannt, deren indigene Bevölkerung in Bezug auf den Konflikt als „freundlich“ und neutral bekannt war. Sie suchten Zuflucht vor den Angriffen der Nlaka'pamux, welche im oberen Canyon lebten. Deren Häuptling Kowpelst (auch als „White Hat“ bekannt) war 1858 zu Beginn des Fraser-Canyon-Goldrausches unter den ersten Gruppen von Goldsuchern.

## Umgangssprachliche Hinweise
Auf den Ort wird wegen seiner geringen Größe oft in humorvollen Kontexten hingewiesen. Bis zu seiner Zerstörung durch einen Brand am Ende des vergangenen Jahrhunderts rühmte sich Spuzzum mit einer einzigen Tankstelle samt Dorfladen, welche als die unterhaltsamste Stelle des Weilers diente. Um seinen komischen Status im lokalen kulturellen Leben zusammenzufassen, steht auf beiden Seiten der einmaligen Hinweistafel am Trans-Canada Highway „You are now leaving Spuzzum“ (dt. „Sie verlassen jetzt Spuzzum“).
Spuzzum wird oft von den Einwohnern der Region als Ort mit den „back-to-back (dt. wörtl. Rücken an Rücken) Ortstafeln“ erwähnt.